# Меловатское сельское поселение (Семилукский район)
Мелова́тское се́льское поселе́ние — упразднённое муниципальное образование в Семилукском районе Воронежской области.
Административный центр — село Меловатка.

## История
Законом Воронежской области от 30 ноября 2009 года № 145-ОЗ, Нижневедугское, Гнилушанское и Меловатское сельские поселения преобразованы путём объединения в Нижневедугское сельское поселение с административным центром в селе Нижняя Ведуга.

## Административное деление
В состав поселения входили:
- село Меловатка
- поселок Катино
- село Никольское